# Sitio de pruebas de Semipalátinsk

El Sitio de pruebas de Semipalátinsk fue la principal instalación de pruebas nucleares de la antigua Unión Soviética. En 1949, la Unión Soviética realizó su primer ensayo nuclear, la RDS-1, en estas instalaciones. Está situada en la estepa en el noreste de Kazajistán, al sur del valle del río Irtish. Los edificios científicos se encuentran 150 km al oeste de la ciudad de Semipalátinsk (rebautizada Semey tras la independencia de Kazajistán), cerca de la frontera oriental de la provincia de Kazajistán Oriental y la provincia de Pavlodar.

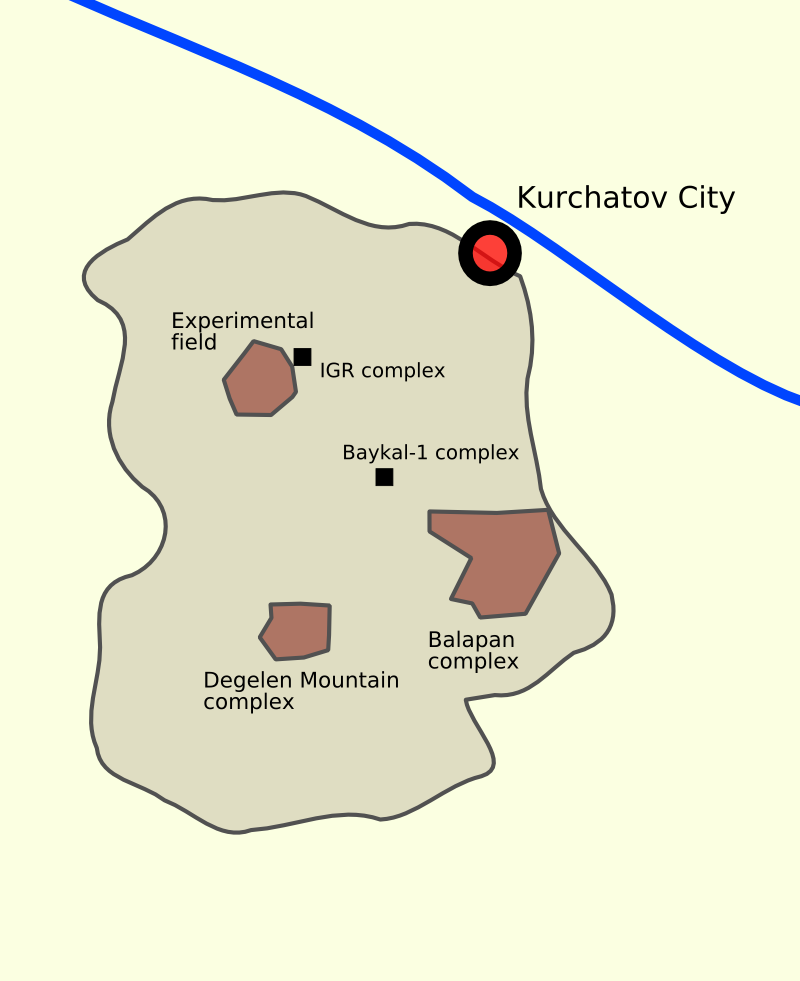
Mapa de las instalaciones.

La instalación fue clausurada de manera oficial el 29 de agosto de 1991, tras la devolución del armamento nuclear soviético de Kazajistán a Rusia. Posteriormente abandonada, el desmantelamiento de los últimos edificios científicos concluyó en junio de 2000.

## Divisiones e instalaciones
- P-1: se utilizó para las primeras pruebas nucleares, hasta 1953. Luego de la prueba de RDS-6s el 12 de agosto de 1953 se produjo un gran cráter con una fuerte contaminación radiactiva, que imposibilitó seguir usando gran parte de la zona.
- P-2: se utilizó para las explosiones en tierra.
- P-3: utilizada para bombardeos de proyectiles pequeños y medianos.
- P-5: utilizada para bombardeos de proyectiles de alta potencia.

Todos los sitios se encontraban en un radio de 10 km de P-1.